# Dowód niekonstruktywny
Dowód niekonstruktywny – metoda dowodzenia w matematyce istnienia pewnych obiektów (zbiorów, liczb, figur, funkcji) bez jawnego wskazania tych obiektów lub podania sposobu ich konstruowania.
Zwykle są to dowody nie wprost, w których wykazuje się, że założenie o nieistnieniu badanego obiektu prowadzi do sprzeczności z założeniami twierdzenia. Z tego wyciąga się wniosek o istnieniu rozpatrywanego obiektu. Rozumowania korzystające z zasady szufladkowej Dirichleta albo z aksjomatu wyboru zazwyczaj też są niekonstruktywne.
Przykładem dowodu niekonstruktywnego jest dowód następującego twierdzenia:
Twierdzenie. Istnieją takie dwie liczby niewymierne dodatnie {\displaystyle x} i {\displaystyle y,} że {\displaystyle x^{y}} jest liczbą wymierną.
Dowód:
- Jeżeli {\displaystyle {\sqrt {2}}^{\sqrt {2}}} jest liczbą wymierną, to możemy wziąć

{\displaystyle x=y={\sqrt {2}}.}
- Jeżeli {\displaystyle {\sqrt {2}}^{\sqrt {2}}} jest liczbą niewymierną, to biorąc

{\displaystyle x={\sqrt {2}}^{\sqrt {2}},y={\sqrt {2}}}
mamy
{\displaystyle x^{y}={\sqrt {2}}^{{\sqrt {2}}\cdot {\sqrt {2}}}=2.}
Dowód niekonstruktywny spotykał się z krytyką intuicjonistów, którzy m.in. w niefrasobliwym stosowaniu prawa wyłączonego środka w dowodach egzystencjalnych upatrywali przyczynę pojawiania się w matematyce paradoksów (np. paradoksy w teorii mnogości), jak również pojawiania się obiektów, których istnienie jawnie kłóciło się z intuicją (np. paradoksalny rozkład kuli). Proponowany przez nich program przebudowy matematyki i narzucenia pewnej dyscypliny metodologicznej nie spotkał się z przychylnością zdecydowanej większości matematyków, bowiem prowadziłoby to do odrzucenia dużej części dorobku tej dyscypliny.